# Воронцов-Вельяминов, Константин Васильевич
Константи́н Васи́льевич Воронцо́в-Вельями́нов (13 апреля 1868 — 30 августа 1915) — русский офицер, герой Первой мировой войны.

## Биография
Православный. Из потомственных дворян Тульской губернии.
Окончил 4-й Московский кадетский корпус (1886) и 3-е военное Александровское училище по 1-му разряду (1888), выпущен подпоручиком в Екатеринбургский 37-й пехотный полк с прикомандированием к лейб-гвардии Волынскому полку. В 1891 году переведен в Волынский полк с чином подпоручика гвардии.
Чины: поручик (1892), штабс-капитан (1900), капитан (1901), полковник (1907).
В мае 1898 прикомандирован к Московскому военному училищу на должность младшего офицера, был командиром роты юнкеров (1901—1907).
В 1907 году был произведен в полковники с переводом в 12-й гренадерский Астраханский полк. В 1909—1913 годах командовал 4-м батальоном полка.
11 сентября 1913 назначен командиром 184-го пехотного Варшавского полка, с которым вступил в Первую мировую войну. В бою 17 августа 1914 у д. Малая Хамещиска был ранен пулей в левую ногу. Был награждён Георгиевским оружием
За то, что в бою 17 августа 1914 года, под сильным огнём противника, лично собрал отступавшие части, бросился на противника и занял оставленную нами позицию у д. Хаменциски, чем способствовал нашему успеху на этом боевом участке.
30 августа 1915 погиб в бою. Похоронен на Ваганьковском кладбище.

## Награды
- Орден Святого Станислава 2-й ст. (1905);
- Орден Святой Анны 2-й ст. (1910) с мечами (1915);
- Орден Святого Владимира 4-й ст. (1913) с мечами и бантом (1915);
- Орден Святого Владимира 3-й ст. с мечами (1914);
- Георгиевское оружие (ВП 01.06.1915).